# Elias Howe

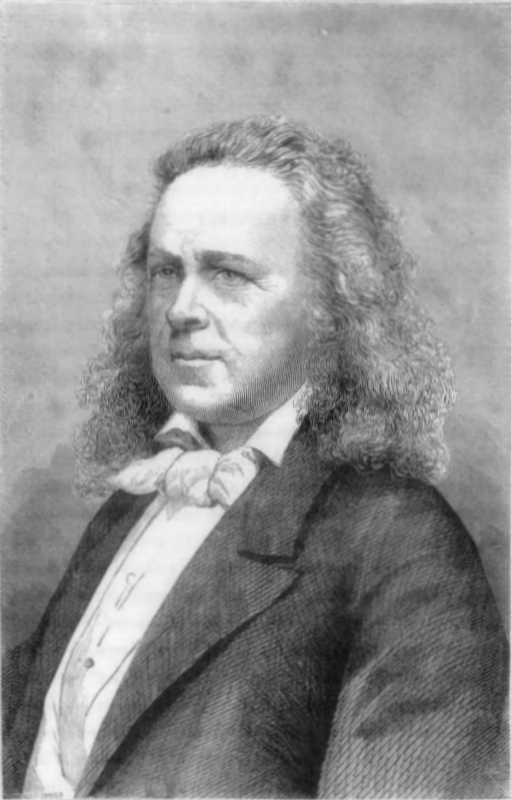
Elias Howe

Elias Howe (9 iulie, 1819 – 3 octombrie, 1867) a fost un inventator american, pionier în dezvoltarea mașinilor de cusut.